# Idioma even
El idioma even (antiguamente denominado idioma lamut) es una lengua perteneciente al grupo de las manchú-tunguses hablada por poco más de 7000 personas de religión mayoritariamente ortodoxa en la República de Saja (Yakutia) y en la península de Kamchatka (Federación Rusa). 